# Thomas Grosvenor (1734–1795)
Thomas Grosvenor, född i mars 1734, död den 12 februari 1795, var en brittisk politiker, parlamentsledamot för Chester från 1755 till 1795.
Grosvenor var andre son till sir Robert Grosvenor, 6:e baronet. Richard Grosvenor, 1:e earl Grosvenor var hans äldre bror. Hans tredje son Thomas var en framstående militär befälhavare.